# Echt-Susteren
Echt-Susteren este o comună în provincia Limburg, Țările de Jos. Comuna este numită după cele două localități principale: Echt și Susteren.

## Localități componente
Aasterberg, Baakhoven, Berkelaar, Dieteren, Echt, Echterbosch, Gebroek, Heide, Hingen, Illikhoven, Kokkelert, Koningsbosch, Maria-Hoop, Nieuwstadt, Oevereind, Ophoven, Oud-Roosteren, Peij, Pepinusbrug, Roosteren, Schilberg, Sint Joost, Slek, Susteren, Visserweert.